# Nexus One
Nexus One – pierwszy smartfon z serii Nexus firmowany przez Google. Telefon działa pod kontrolą systemu operacyjnego Android. Urządzenie zostało wyprodukowane przez firmę HTC i było dostępne w sprzedaży od 5 stycznia 2010. Telefon początkowo sprzedawany był jedynie przez stronę internetową firmy Google.
Najważniejszymi zaletami telefonu były: możliwość rozpoznawania mowy (przez co dowolne pole tekstowe można zapisać używając mikrofonu zamiast klawiatury), natywna obsługa aplikacji Gmail i stosowanie poleceń głosowych dla GPS.
Telefon dostępny był w dwóch wariantach: z odblokowanym i zablokowanym bootloaderem. Odblokowana wersja telefonu może być używana w sieciach komórkowych na całym świecie, jednak prędkości związane z technologią 3G będą działać tylko u niektórych operatorów.